# Charles E. Sexey
Pour les articles homonymes, voir Sexey.
Charles Eamer Sexey (mars 1818 – 24 juillet 1888) était un négociant anglais, également marchand, aventurier et pionnier lors de la ruée vers l'or en Californie. Il vécut d'abord en Nouvelle-Zélande où il fut fermier et commerçant. En 1849, il partit pour San Francisco et fit des affaires dans les camps de mineurs plutôt que de devenir chercheur d'or.